# Morteza Motahari
Morteza Motahari (Persijski: مرتضی مطهری‎‎; (31. januar 1919. godine – 1. Maj 1979. godine)) je bio iranski klerik. filozof i političar.
Smatra se da je Motahari, između ostalih, imao važan uticaj na ideologiju Islamske Republike Iran. Bio je jedan od osnivača instituta Hoseinije eršad i Asocijacije borbenog sveštenstva (Džame-je Ruhanijat-e Mobarez). Bio je učenik ajatolaha Homeinija u Komu i na njegov zahtev je formirao Savet Islamske revolucije. Bio je predsedavajući Saveta u vreme kada je ubijen.
Iako je Motaharijevo učešće u formiranju nove vlasti okončano njegovim ubistvom maja 1979. godine od strane verski orijentisane terorističke organizacije Furgan, Motaharijev rad i delo su imali značajan uticaj na ideologiju nastajuće Islamske Republike. Iz tog razloga, Motahari se smatra jednim od osnivača nove republike.

## Biografija
Motahari je rođen 31. januara 1919. godine u gradu Fariman, u provinciji Razavi Horasan. Njegov otac je bio šejh Muhamed Hoseini, inače učenik istaknutog šiitskog teologa Ahunda Horasanija.
Nakon što je u rodnom mestu stekao osnovno obrazovanje, kada mu je bilo 12 godina otišao je u sveti grad Kom kako bi pohađao verske studije. Tamo je bio jedan od omiljenih studenata ajatolaha Homeinija. Nakon toga je otišao na Univerzitet u Teheranu, na kojem je 22 godine predavao filozofiju.

## Aktivnosti tokom Islamske revolucije
Pre Islamske revolucije i svrgavanja šaha sa vlasti, Motahari je bio jedan od osnivača religijskog instituta Hoseinije eršad u Teheranu, gde je između 1965. i 1973. godine bio redovan predavač. Takođe, bio je i jedan od osnivača Asocijacije borbenog sveštenstva (Džame-je Ruhanijat-e Mobarez). Ajatolah Homeini je izuzetno cenio Motaharija, koji je na njegov zahtev osnovao Savet Islamske revolucije kojim je predsedavao do svoje smrti.

## Atentat
Zbog svojih aktivnosti Motahari je bio voljen među revolucionarnim delom naroda, a omražen među antirevolucionarnim grupama poput Furgan grupe. Dana 1. maja 1979. godine, ubijen je hicem iz pištolja od strane jednog pripadnika Furgan grupe, kada je nakon kasnog sastanka napuštao kuću Jadolaha Sahabija, ministra u tadašnjoj iranskoj vladi. Furgan grupa je preuzela odgovornost za napad. Navodni izvršilac atentata bio je Akbar Gudarzi, osnivač ove levičarske islamske organizacije.

## Stavovi
Morteza Motahari se bavio raznim pitanjima i disciplinama kao što su filozofija, religija, ekonomija, politika itd. Isticao je da je islamska demokratija odgovarajući politički sistem. Uz Šariatija, Motahari se smatra jednim od najistaknutijih ideologa Islamske revolucije u Iranu.

### Filozofija religije
Motahari govori o konceptu mekteba, ili škole, kada nastoji da definiše reč religija. Prema njegovom mišljenju, mekteb je misaoni disciplinovani sistem koji uključuje ideologiju i stav kada je reč o etici, politici, ekonomiji, civilnom pravu itd. On definiše religiju kao skup znanja dodeljenih čoveku od Boga kako bi ga vodila. Religija je, dakle, skup verovanja, principa i individualnih i kolektivnih sudova. Takođe, Motahari je smatrao da domen religije nije ograničen samo na život već se odnosi i na zagrobni život. On je verovao da je islam kao religija konzistentan sa životom čoveka i da to ne treba da se poriče. Dakle, islam vodi računa o životu u celosti.

## Nagrade
- UNESKO nagrada, 1965. godine[3]

## Legat
Motahari je napisao nekoliko knjiga o islamu, Iranu i na istorijske teme. Ipak, više je bio posvećen profesorskom pozivu nego pisanju. Nakon njegove smrti, nekolicina njegovih studenata se posvetila sređivanju njegovih predavanja kako bi ih objavili u formi knjiga. Do sredine 2008. godine, izdavačko preduzeće Sadra objavilo je preko 60 tomova Motaharijevih dela. Skoro 30 knjiga je napisano o Motahariju ili je napisano prema njegovim govorima. Dobitnik je UNESKO nagrade za 1965. godinu.

## Prevodi Motaharijevih dela kod nas
Veliki deo Moraharijevih dela preveden je u Srbiji i u Bosni i Hercegovini, neka čak i po više puta. To je dovelo do brojke od preko dvadeset i pet prevedenih Motaharijevih dela, što ga čini jednim od najprevođenijih iranskih autora u ovom delu Evrope.
Ali između ljubavi i netrpeljivosti, preveo Muamer Kodrić, Naučnoistraživači institut „Ibn Sina“, Sarajevo 2000.
Naslov na persijskom: جاذبه و دافعه علی
Ovo delo je godinu dana kasnije objavljeno i u izdanju Kulturnog Centra I.R. Irana u Beogradu.
Ali između ljubavi i netrpeljivosti, preveo Muamer Kodrić, Kulturni centar I.R. Irana, Beograd 2001.
Naslov na persijskom: جاذبه و دافعه علی
Ova studiozna analiza ličnosti imama Alija u svetlu zakona privlačenja i odbijanja predstavlja zbirku od četiri predavanja održana tokom meseca ramazana 1969. godine u Hoseiniji eršad u Teheranu. Knjiga se sastoji od uvoda i dva dela. U uvodu se raspravlja uopšteno o pojmovima privlačnosti i odbojnosti, a posebno o privlačnosti i odbojnosti ljudske ličnosti. U prvom delu razmotrena je privlačnost Alija s obzirom da je on uvek osvajao i osvaja srca ljudi, a takođeo filozofiji ljubavi i snage privlačnosti. U drugom delu prikazana je i pojašnjena Alijeva snaga odbojnosti, preko koje je on snažno suzbijao i uklanjao sve što nije slagalo sa njegovim uverenjima. Međutim, da bi se shvatio Alijev put nije dovoljno samo biti svestan njegove ličnosti. Autor zato nastoji da prikaže kakvi su to tipovi ličnosti koje je Ali privlačio, a i kakvi su oni koje je on suzbijao svojom snagom odbojnosti. U delu o Alijevoj snazi odbijanja rasprava je ograničena na sektu haridžije, premda postoje i druge grupe koje je Ali odbijao od sebe.
Božija pravda, preveo: Mirsad Hadžajlić. Fondacija "Mulla Sadra" , Sarajevo 2006.
Naslov na persijskom: عدل الهی
U ovom delu Morteza Motahari razmatra brojne teološke teme i odgovara na određeni broj sumnji i prigovora, govoreći o pravednosti, te razlikama između Božije i ljudske pravde. Ovo delo pojašnjava pitanja o religiji i njenim okvirima, koja zaokupljaju svakog čoveka.
Duhovna kazivanja, preveo Aleksandar Dragović, Kulturni centar I. R. Irana, Beograd 2001.
Naslov na persijskom: آزادی معنوی
Knjiga "Duhovna kazivanja" predstavlja zbir od nekoliko predavanja profesora Morteze Motaharija održanih u različitim prilikama u kojima govori o temama kao što su verovanje u nevidljivi svet, pokajanje, bogosluženje i duhovna sloboda.
Knjiga je čitaocima dostupna online: http://www.islamic-sources.com/otherlang/download/19.1.pdf%5B%5D
Monoteističko shvatanje sveta, preveo Osman Pekarić, Kulturni centar Islamske Republike Irana, Beograd 1997.
Naslov na persijskom: جهان‌بینی توحیدی
Filozofska rasprava u kojoj autor govori o monoteističkom shvatanju sveta kroz prizmu islamskog shvatanja sveta, stupnjeva Božijeg jedinstva, stupnjeva politeizma i jedinstva istine i čistog verovanja. Motahhari u ovoj knjizi nastoji da sa teološkog i filozofskog aspekta analizira pitanje tavhida (Božja jednota). U ovoj analizi centralno mesto zauzima svakako razumsko posmatranje religije. Autor, oslanjajući se na razum, na temelju tavhida kao jezgra naših uverenja otvara intelektualni, međumuslimanski i dijalog sa drugim velikim religijama.
Ovo delo je kasnije ponovo prevedeno i objavljeno u Sarajevo pod nazviom O Jedinosti Božijoj.
M. Motahari, Sejed Muhamed Taki Modaresi, Muhamed (s.a.v.s.) - uzvišeni moral Božjeg poslanika : izabrana poglavlja iz životopisa o Poslanikovom životu i misiji, preveli Fuad Hadžimehmedović, Muamer Halilović i Aleksandar Dragović, Kulturni centar Islamske Republike Irana, Beograd 2006.
Naslov na persijskom: روحی و نبوت
Ova knjiga predstavlja izbor iz dva dela: Život časnog Poslanika Muhameda Mustafe od ajatolaha Sejed Muhamed Taki Modaresija i Objava i poslanstvo, savremenog iranskog filozofa Morteze Motaharija. Knjiga nastoji da pruži sažet uvid u ličnost i delo (verovesništvo) Božijeg poslanika Muhameda, u svetlu autentične islamske tradicije.
Knjiga je čitaocima dostupna online: http://www.islamic-sources.com/otherlang/download/19.23.pdf%5B%5D
Načela filozofije i metod realizma, 1. deo, koautor Allame Tabatabai, preveo Ertan Basarik. Fondacija "Mulla Sadra", Sarajevo 2007.
Naslov na persijskom: اصول فلسفه و روش رئالیسم
Ovo je prvi deo zbirke od pet svezaka, koji uvodi čitaoca u filozofiju, njen nastanak, istoriju, različite filozofske škole i druga pitanja. Osnova teksta pisana je perom Alame Tabatabaija, a Morteza Motahari svojim objašnjenjima čini je lakšom za shvatanje širem čitateljstvu. U prvom poglavlju raspravlja se o tome šta je filozofija, a šta sofizam, govori se o čovkovoj potrebi za filozofijom, te o činjenici da je dijalektički materijalizam teorijska, a ne iskustvena filozofija. Drugo poglavlje obuhvata pitanje nastanka filozofije, stavove učenjaka poput Platona, Pitagore, Dekarta, Šopenhauera, Berklija, te razmatra značenje prisutnog i stečenog znanja. U trećem poglavlju reč je o znanju i percepcijama, a u četvrtom se razmatra zbilja i ukazuje se na merilo njenog razlikovanja od pogreške.
Načela filozofije i metod realizma, 5. deo, koautor Allame Tabatabai, preveo Ertan Basarik, Fondacija "Mulla Sadra" , Sarajevo 2007.
Naslov na persijskom: اصول فلسفه و روش رئالیسم
Ovo je poslednji deo zbirke od pet svezaka iz serije knjiga pod naslovom Načela filozofije i metod realizma. Glavni cilj ovog dela je da čitaocu pokaže put i usmeri ga ka ispravnom racionalnom dokazivanju u vezi sa apstraktnim, tj. duhovnim pitanjima. Drugim rečima, cilj knjige je racionalno i misaono usmeravanje u nematerijalni, duhovni svet.
Islam i Iran – uzajamni doprinos, preveo Muamer Kordić, Sarajevo, Naučnoistraživači institut „Ibn Sina“, Sarajevo 2008.
Naslov na persijskom: خدمات متقابل اسلام و ایران
Knjiga Islam i Iran – uzajamni doprinosi jedno je od izuzetno vrednih dela poznatog savremenog iranskog mislioca Morteze Motaharija. Tokom čitavog svog naučnog života Motahari je nastojao promišljati religiju na originalan način i predstaviti islam kao uzvišeno, sveobuhvatno učenje. Koristeći se prvenstveno racionalnim pristupom pozabavio se temeljnim pitanjima islama i njegovog odnosa prema društvenoj stvarnosti. Raspravi o odnosu islama i Irana, međusobnim prožimanjima i doprinosima, autor pristupa krajnje objektivno, te, nastojeći da izbegne bilo kakvu opterećenost vlastitim nacionalnim identitetom i istorijom, pruža zanimljivu sliku susreta drevne iranske i mlade islamske kulture i civilizacije i vrednih rezultata te sprege na različitim poljima. Ova knjiga predstavlja ustvari, kao i mnoga druga Motaharijeva dela, zbirku njegovih predavanja koja su kasnije sa magnetofonskih zapisa priređena u obliku štampanog izdanja.
Istinite priče, preveli Anisa Alibašić i Nada Dragović, Kulturni centar I. R. Irana, Beograd 2011.
Naslov na persijskom: داستان راستان
Ovo delo je zbirka najomiljenijih i najprevođenijih priča iz rane istorije islama bazirane na verodostojnim izvorima. Istorija islama puna je poučnih događaja koji mogu pomoći u izgradnji ljudskog morala. Oni su, međutim, obično dostupni samo onima koji su bliže upoznati s tekstovima iz islamske istorije. Retke su, pak, knjige u kojima se mogu naći zanimljive priče ove vrste, a da su potpuno zasnovane na verodostojnim predajama i dokumentima, koje bi mogle poslužiti tzv. običnom čitaocu, posebno mladom naraštaju ili onima koji namaju baš velikog uvida u istoriju islama i islamsko učenje uopšte. Da bi mlade podučio činjenicama iz života prvaka islama, profesor Motahhari je priredio priče ispričane jednostavnim jezikom i stilom. Tako je nastala ova knjiga, jedna od najštampanijih i najomiljenijih u Islamskoj Republici Iran i šire.
Ishodišta morala, prevela Mediha Imamović, „Fondacija Baština duhovnosti", Mostar 2012.
Naslov na persijskom: فلسفه اخلاق
Ova knjiga kritički se osvrće na dosad opštepoznate teorije tumačenja morala i nudi posebno tumačenje koje, pre nego što ima utemeljenje islamskim svetim tekstovima, Kur’anu i tradiciji (sunnetu), ima utemeljenje u iskonskoj prirodi čovekovoj. Stoga Motaharijeve stavove možemo smatrati univerzalnim, shvatljivim i prihvatljivim svim ljudima sveta.Motahhari, Morteza. Ishodišta morala, prevela: Mediha Imamović. Mostar: Fondacija "Baština duhovnosti", (2012). стр. 5
Knjiga je dostupna čitaocima online: https://www.scribd.com/doc/254386755/Ishodi%C5%A1ta-morala-filozofije-etike
Objava i poslanstvo, preveo: Fuad Hadžimehmedović, Naučnoistraživači institut „Ibn Sina“, Sarajevo 2002.
Naslov na persijskom: وحی و نبوت
Motahari pokušava jednostavnim jezikom, ali koristeći se metodom kritičke filozofije, da se pozabavi pojmovima objave i poslanstva u islamu.
O Jedinosti Božijoj, preveo Muamer Kodrić, Naučnoistraživači institut „Ibn Sina“, Sarajevo 2003.
Naslov na persijskom: جهان‌بینی توحیدی
Ovo delo je prethodno 1997. godine prevedeno i u izdanju Kulturnog centra Islamske Republike Irana u Beogradu objavljeno pod nazivom Monoteističko shvatanje sveta.
Proživljenje, preveo Sabahudin Šarić, Naučnoistraživači institut „Ibn Sina“, Sarajevo 2007.
Naslov na persijskom: معاد
Ova je knjiga skup deset predavanja, rasprava i kritika o pitanju proživljenja na drugom svetu (ar. ma’ad), održanih u Islamskoj asocijaciji lekara 1971. godine. Pored poznatih teorija o proživljenju, na ovim skupovima su detaljno analizirana novija mišljenja i teorije iznesene od muslimanskih intelektualaca koji proživljenje objašnjavaju kao “obnavljanje materijalnog života ovog sveta (ar. dunja) u drugoj formi” i uz iznošenje stavova autora ove teorije, predavanja su ponekad dobijala formu rasprave što je doprinijelo njihovoj zanimljivosti i privlačnosti.
Rasprava o moralu i odgoju u islamu, preveo Sedad Dizdarević, Dobra knjiga, Sarajevo 2016.
Naslov na persijskom: تعلیم و تربیت در اسلام
Dvateseti vek je ukazao na suprotstavljenost između verskog i sekularnog pristupa obrazovanju. Motahari u ovom delu iznosi svoj, islamski, pogled na odgoj i obrazovanje pozivjući u pomoć tradicionalne islamske izvore kako bi se pozabavio ovim savremenim pitanjem.
Savršeni čovjek, prevela Selma Hatunović, Ehlul bejt a. s., Zenica 1996.
Naslov na persijskom: انسان کامل
Šta čoveka čini savršenim, na ovo pitanje autor u ovom delu nastoji da da odgovor, diskutujući o duhovnoj stvarnosti čoveka i odnosu čoveka sa prirodom. Islam je ovom pitanju davao veliku važnost.
Seksualna etika : u islamu i na Zapadu, preveo Mohammad Reza Mottaghi, Kulturni centar Islamske Republike Irana, Beograd 1997.
Naslov na persijskom: اخلاق جنسی در اسلام و جهان غرب
U pitanju je studija o shvatanju seksualne etike u islamu i na Zapadu, sa komparativnim pogledom na pojmove kao što su privlačnost i greh, ljubav i čednost, seksualna disciplina i ljubavni instinkt.
Knjiga je čitaocima dostupna online: http://www.islamic-sources.com/otherlang/download/20.1.pdf%5B%5D
Socijalna evolucija čovjeka, preveli Nermin Hodžić i Muamer Kodrić, Naučnoistraživači institut „Ibn Sina“, Sarajevo 2006.
Naslov na persijskom: تکامل اجتماعی انسان
Predmet razmatranja ove knjige je pojam evolucije u ljudskoj istoriji, odnosno čovekova socijalna evolucija i napredak. Kada je reč o razvoju i evoluciji čoveka, naučnici obično razlikuju prirodnu ili biološku i socijalnu ili društvenu evoluciju. Biologija se bavi prirodnom evolucijom čoveka, definišući ljudsko biće kao poslednju kariku u lancu prirodnog razvoja životinjske vrste. Socijalni ili istorijski razvoj sasvim je drugačiji evolutivni proces. U njemu više priroda ne igra značajnu ulogu. Ovde se radi o 'stečenoj' evoluciji, za razliku od prirodne koja je 'nametnuta'.
Sunce vjere nikad ne zalazi, prevela Mediha Imamović, Fondacija „Baština duhovnosti", Mostar 2014.
Naslov na persijskom: بیست گفتار
Sunce vjere nikad ne zalazi je zbirka petnaest govora, nazvana po govoru s kojim se ovo delo i otvara čitaocu. Taj govor takav je da budi veliku nadu verniku u svetlu budućnost, znači u ono za čime u ovim teškim vremenima u kojima je čovečanstvo izloženo mnoštvu globalnih pretnji svi mi pojedinačno imamo veliku potrebu. I ostala predavanja ove knjige takva su da obrađuju osnovna i savremena pitanja s kojima se čovek susreće, a posebno mladi naraštaj kada je reč o veri.
Knjiga je čitaocima dostupna online: https://issuu.com/bastinaduhovnosti/docs/sunce_vjere_nikad_ne_zalazi_-_za_we
Teorija znanja - islamska perspektiva, preveo Eldin Hasanović, Fondacija „Baština duhovnosti", Mostar 2016.
Naslov na persijskom: مسئله شناخت
Motahari je ovu knjigu napisao kao odgovor na manifest koji su sedamdesetih godina prošlog veka objavili mladi muslimanski aktivisti koji su bili duboko inspirisani marksističkim teorijama. Uz brojne citate iz Kurana i drugih tradicionalnih islamskih tekstova, Motahari diskutuje o konceptu znanja iz islamske perspektive. Takođe se poziva i na viđenja raznih drugih filozofa poput al-Gazalija, Ibn Sine, Kanta i Hegela. Motahari u ovoj espistemološkoj raspravi pokriva brojne teme kao što su priroda znanja, faze znanja, nesvesnost uma i istina.
Uzroci naklonjenosti ka materijalizmu, prev. Mirjana Abdoli, Kulturni centar pri Ambasadi Islamske Republike Irana u Beogradu, Beograd 1995.
Naslov na persijskom: علل گرایش به مادیگری
U svojoj analzi ovog pitanja autor kao najznačajnije uzroke naklonjenosti prema materijalizmu, navodi nedostatak verskih koncepata i filozofskih objašnjenja, problem primarnog uzroka i ljudsku sliku Boga.
Uvod u islamski svetonazor - društvo i istorija, preveo Aleksandar Dragović, Udruženje Ved; Centar za monoteističku misao Safina, Vranje 2016.
Naslov na persijskom: جامعه و تاریخ
Ovo delo je prethodno prevedeno i u izdanju Fondacije „Molla Sadra“ objavljeno u Sarajevu 2011. godine pod naslovom Uvod u islamski svjetonazor 3 - društvo i historija.
Uvod u islamski svetonazor - objava i verovesništvo, preveo Aleksandar Dragović, Udruženje Ved; Centar za monoteističku misao Safina, Vranje 2016.
Naslov na persijskom: وحی و نبوت
Ovo delo je prethodno prevedeno i u izdanju Fondacije „Molla Sadra“ objavljeno u Sarajevu 2011. godine pod naslovom Uvod u islamski svjetonazor 2 - objava i poslanstvo.
Uvod u islamski svetonazor - čovek i verovanje : monoteistički svetonazor, preveo Aleksandar Dragović, Udruženje Ved, Centar za monoteističku misao Safina, Vranje:2016.
Naslov na persijskom: انسان و ایمان i جهان‌بینی توحیدی
Ovo delo predstavlja kompilaciju dva Motaharijeva dela koja su ranije već doživela po nekoliko prevoda u Srbiji i Bosni i Hercegovini. Vidi: Monoteističko shvatanje sveta; O Jedinosti Božijoj; Uvod u islamski svjetonazor 1 - čovjek i vjerovanje; Čovek i verovanje : uvod u islamsko shvatanje univerzuma.
Uvod u islamski svjetonazor 1 - čovjek i vjerovanje, prev. Mediha Imamović, Fondacija "Mulla Sadra" u Bosni i Hercegovini, Sarajevo 2011.
Naslov na persijskom: انسان و ایمان
Ovo delo je prethodno 1998. godine prevedeno i u izdanju Kulturnog centra Islamske Republike Irana u Beogradu objavljeno pod nazivom Čovek i verovanje : uvod u islamsko shvatanje univerzuma.
Uvod u islamski svjetonazor 2 - objava i poslanstvo, prev. Mediha Imamović, Fondacija "Mulla Sadra" u Bosni i Hercegovini, Sarajevo 2011.
Naslov na persijskom: وحی و نبوت
Cilj rasprave o objavi i verovesništvu je da čoveku ukaže na ispravan put. Nakon što je shvatio svoj položaj koji nadilazi sva stvorenja, uvideo svoje sposobnosti, prepoznao svoje mesto u kreaciji, odabrao savršenstvo kojem će robovati, čovek ima potrebu za uputom, odnosno treba mu dati upute i smernice kuda će hoditi kako bi došao do cilja.
Uvod u islamski svjetonazor 3 - društvo i historija, preveo Sabahudin Šarić, Fondacija "Mulla Sadra" u Bosni i Hercegovini, Sarajevo 2011.
Naslov na persijskom: جامعه و تاریخ
Šta je društvo? Je li je čovek po svojoj prirodi društveno biće? Kakva je budućnost društava? Šta je istorija? Je li priroda materijalna istorija? Daje li se prednost društvenom nad individualnim postojanjem čoveka? U vezi s ovim pitanjima u ovoj se knjizi iznose različita mišljenja, ali i o činiocima koji pokreću istoriju, kao što su nasledni, geografski, ekonomski ili neki drugi. Za razliku od brojnih drugih knjiga koje ova pitanja razmatraju samodovoljno, ovde se, pored naučnog utemeljenja, daju i informacije i o njihovoj funkciji u celokupnom islamskom pogledu na svet.
Uvod u islamski svjetonazor 4 - čovjek u Kur'anu, prev. Mediha Imamović, Fondacija "Mulla Sadra" u Bosni i Hercegovini, Sarajevo 2011.
Naslov na persijskom: انسان در قرآن
Ovo delo je prethodno 1998. godine prevedeno i u izdanju Kulturnog centra Islamske Republike Irana u Beogradu, objavljeno pod nazivom Čovek u Kur'anu: uvod u islamsko shvatanje univerzuma.
Knjiga je čitaocima dostupna online: https://www.scribd.com/document/80016931/Uvod-u-svjetonazor-4
Uvođenje u islamske nauke 1 - logika i filozofija, preveo Tehran Halilović, Fondacija "Mulla Sadra" u Bosni i Hercegovini, Sarajevo 2012.
Naslov na persijskom: آشنایی با علوم اسلامی: منطق و فلسفه
U prvom od tri toma udžbenika koji uvodi u islamske nauke, ovde se raspravlja o dve nauke koje su – kako autor kaže za logiku – “iz vanjskog sveta ušle u područje islamske kulture, stekle opštu prihvaćenost i čak postale deo religijskih nauka kao uvod u njih”. Iako logika i filozofija same po sebi nisu islamske nauke, bez njih nije ostvarivo ispravno razumevanje svekolikog postojanja, a time i vere.
Uvođenje u islamske nauke 2 - kelam i irfan, preveo Tehran Halilović, Fondacija "Mulla Sadra" u Bosni i Hercegovini, Sarajevo 2012.
Naslov na persijskom: آشنایی با علوم اسلامی: کلام و عرفان
Reč je o drugom od tri toma udžbenika koji uvodi u islamske nauke. Kelam ili islamska apologetika je nauka koja se bavi onim što muslimani moraju spoznati i u šta moraju verovati, dakle, pre svega pitanjem Božije jednoće, Njegovih svojstava, verovesnika itd. Nakon dela u kojem se govori o istorijatu kelama (teologije), autor predstavlja najvažnije islamske apologetske škole. U delu o irfanu, odnosno sufizmu ili gnosticizmu, uz definiciju i obrazlaganje porekla islamskog irfana, donosi se takođe kratka istorija gnostika, kazuje se o njihovim položaju objašnjavaju se osnovni gnostički termini.
Fetrat, preveo Jamshid Moazami Gudarzi, Kulturni centar Islamske Republike Irana, Beograd 1999.
Naslov na persijskom: فطرت
U ovoj knjizi se sa aspekta religijske filozofije raspravlja o urođenoj, bogomdanoj prirodi čoveka.
Hafizov irfan, preveo Sedad Dizdarević, Fondacija "Mulla Sadra" u Bosni i Hercegovini, Sarajevo 2009.
Naslov na persijskom: عرفان حافظ
Knjigu Hafizov irfan čini niz predavanja koja je Morteza Motahari održao na Univerzitetu u Teheranu tokom 1980. godine, a u kojima je izneo svoje tumačenje Hafizovog Divana.
Knjiga je čitaocima dostupna online: https://docs.google.com/viewerng/viewer?url=http://mullasadra.ba/pdf/hafizov-irfan.pdf
Čovek i verovanje : uvod u islamsko shvatanje univerzuma, preveo Mohammad Reza Mottaghi, Kulturni centar Islamske Republike Irana, Beograd 1998.
Naslov na persijskom: انسان و ایمان
Ovo delo je rasprava o čoveku i verovanju i predstavlja uvod u islamsko shvatanje univerzuma, koje je obrađeno sa aspekta nauke i vere, religijskog verovanja i ideologije. Autor logički, sistematično, uverljivo i konzistento analizira naučni, filozofijski i versko shvatanje univerzuma i ističe prednosti ovog poslednjeg. Islamsko shvatanje univerzuma, tavhid, specifičan je po tome što je on sveobuhvatan, prirođen i prirodan čoveku, tj. njegovoj fitri. Tavhid (Božja jednota) donosi vedrinu i daje neviđenu snagu svakome ko ga prirodno bude sledio, nesputan stegama tradicije ili bilo koje ili bilo čije ideologije. Tavhid je kamen-temeljac društvene pravde koju zagovaraju Kuran i Muhamedovo poslanstvo.
Knjiga je čitaocima dostupna online: http://www.islamic-sources.com/otherlang/download/19.16.pdf%5B%5D
Čovek u Kur'anu : uvod u islamsko shvatanje univerzuma, prev. Mohammad Reza Mottaghi. Kulturni centar Islamske Republike Irana, Beograd 1998.
Naslov na persijskom: انسان در قرآن
Ovo delo je studija o položaju i obavezama koje čovek kao dvodimenzionalno biće ima u islamskom shvatanju sveta, iz pera vrhunskog islamskog mislioca, profesora Motaharija. Autor raspravlja o čoveku isključivo u islamskom shvatanju univerzuma i analizira njegove istinske vrednosti i lepote. Čovek kao složeno biće ima različite sposobnosti na koje ukazuje časni Kuran. Međutim, po učenju časnog Kurana to ima smisla ukoliko je čovek večno biće. Šta to znači biti večan? Je li moguće biti večan? Pa šta je onda smrt? Pod naslovom Večni život na veoma lep i jednostavan način pojašnjena su važna pitanja koja se nameću svakom čoveku. Smrt je jedna od najvećih tajni koju ćemo svi otkriti i sa kojom ćemo se svi suočiti. Ali šta nas čeka posle?
Knjiga je čitaocima dostupna online: http://www.islamic-sources.com/otherlang/download/19.17.pdf%5B%5D
Čovjek i sudbina, preveo Muamer Kodrić, Kulturni centar Islamske Republike Iran, Sarajevo 2000.
Naslov na persijskom: انسان و سرنوشت
Jedno od važnih pitanja o kojima muslimani reaspravljaju je pitanje determinizama i slobodne volje. Ovo pitanje je povezano sa čovekovim budućim životom i kao takvo poželjno je za svakog zrelog čoveka. Možda ne bismo mogli naći društvo koje je stiglo do misaone zrelosti, a da se nije bavilo ovim pitanjem. Kao drugo, u časnom Kur'anu postoje brojni ajeti koji se bave ovim pitanjem.

## Spoljašnje veze
- Online books by Murtaza Mutahhari